# Жуково (Башкортостан)
Жуково (баш. Жуков) ранее Знаменское, — село в Уфимском районе Башкортостана, административный центр Жуковского сельсовета.

## Географическое положение
Расстояние до:
- районного центра (Уфа): 17 км,
- ближайшей ж/д станции (Авдон): 0 км.

## История
Интересна история возникновения деревни Жуково. В 1700 году на жительство в Уфу прибыл поручик Михаил Гаврилович Жуков, служивший до этого в Казани и Самаре. В Уфе по ул. Средней Московской, что находилась около Уфимского Кремля, у него проживала многочисленная родня.
В 1710 году он с братьями Алексеем и Василием берет на десятилетнее владение землю у уфимского посадского человека И.П. Кафтанова за речкой Сутолокой (ныне район улицы С. Перовской).
В 1723 году М.Г. Жуков покупает у Уфимского отставного стрельца М.П. Рукавишникова пахотную землю в количестве 25 десятин за реками Белой и Демой.
В этом же году М.Г. Жуков приобретает за рекой Демой у вдовы посадского человека М.Н. Кожевниковой еще пять четвертей земли с усадьбой и постройками, с сенными покосами от Ольхового болота до Большой Казанской дороги; кроме того, он покупает еще пять четвертей земли, сопредельной с кожевниковскими владениями.
В 1728 году он покупает уже десять четвертей поместной земли с беглыми крестьянами у дворянки М.М. Садиковой.
В январе 1734 года М.Г. Жуков получает в наследство землю своего брата Алексея с усадьбой и дворовым человеком.
В этом же году он покупает землю Алексея Яковлевича Антропова, сопредельную с его вотчиной.
Таким образом, во владении М.Г. Жукова к 1735 году оказались вся пахотная земля и покосы между рекой Демой и Большой Казанской дорогой (ныне шоссе-трасса Уфа-Дюртюли, Уфа-Казань). В 1736 году полицмейстер М.Г. Жуков расселяет на этой земле 6 крепостных крестьян с семьями.
Так появилась деревня Жуково. Через 37 лет через деревню прошла Пугачевская война. В 1774 году царский подполковник И.И. Михельсон, проводивший карательные операции против повстанцев, докладывал командующему А.И. Бибикову: «...по дороге к Уфе в деревню Жуково выслано для недопуску меня в Уфу две тысячи человек злодеев с четырьмя пушками, ...пугачевцы под командованием Чики Зарубина были разгромлены и отступили от Уфы».
В мае 1841 года инспектором Оренбургской врачебной управы, уфимский доктор Григорий Петрович Рязанцев (Резанцев) купил имение в Жуково с 860 десятинами земли. Её размеры в июне 1862 года указывались следующим образом: «по продолжению городьбы господской усадьбы» и до речушки Чермышки, а далее «до городьбы господского коноплянника».
в 1861 году в Жуково было 273 крепостных крестьян обоего пола. В 1863 году Г. П. Резанцев перевёл крестьян на выкуп за 17 040 рублей.
Во время строительства Самаро-Уфимской железной дороги в 1886 году на окраине деревни Жуково был возведен разъезд Авдон.
2 июня 1919 года части 75-й бригады 25-й Чапаевской дивизии, наступая на колчаковцев, освободили район станции Авдон, а затем продвинулись в сторону Цыганской поляны. Со 2 по 9 июня в Авдоне находился штаб 25-й дивизии под командованием В.И. Чапаева.
В 2009 году в с. Жуково началось массовое строительство индивидуальных жилых домов по республиканской социальной программе «Свой дом».

## Население
| 2002 | 2009  | 2010  | 2021  |
| ---- | ----- | ----- | ----- |
| 1374 | ↗1631 | ↗1685 | ↗4270 |

Национальный состав
Согласно переписи 2002 года, преобладающая национальность — русские (81 %).
Согласно переписи 2020 года, преобладающая национальность — русские (46 %), татары (28,7 %), башкиры (22,7 %).

## Уличная и дорожная сеть
В селе сорок восемь улиц, северный выезд на трассу М5, дороги местного значения, железнодорожная ветка. 
- ул. Алдара Исекеева д.33
- ул. Берёзовая
- ул. Вишнёвая
- ул. Гагарина
- ул. Дачная
- ул. Дружба
- ул. Заречная
- ул. Зелёная
- ул. Кедровая
- ул. Крупеня
- ул. Лесная
- ул. Луговая
- ул. Мира
- ул. Молодёжная
- ул. Мостовая
- ул. Мустая Карима
- ул. Надежды
- ул. Новая
- ул. Озёрная
- ул. Ольховая
- ул. Победа
- ул. Полевая
- ул. Пугачёва
- ул. Ромащенко
- ул. Рудольфа Нуриева
- ул. Рябиновая
- ул. С.Ильина
- ул. Садовая
- ул. Сакмарская
- ул. Салавата Юлаева
- ул. Светлая
- ул. Сиреневая
- ул. Солнечная
- ул. Сосновая
- ул. Спортивная
- ул. Строителей
- ул. Тихая
- ул. Тополиная
- ул. Трактовая
- ул. Фабричная
- ул. Цветочная
- ул. Целинная
- ул. Центральная
- ул. Черемуховая
- ул. Широкая
- ул. Школьная
- ул. Энтузиастов
- ул. Ягодная

## Садоводчество
Дачи уфимских дворян были в Жуково ещё в 19 веке.
Сейчас действуют семь СНТ
- снт СНТ Локомотив-19
- снт СНТ Локомотив-21
- снт СНТ Локомотив-22
- снт СНТ Отдых дом 130
- снт СНТ Ромашка
- снт СНТ Юбилейный
- снт СНТ Юбилейный участок № 472

## Религия
В селе есть мечеть Аль-Фатх и православная церковь преподобного Сергия Радонежского.